# Hamtaro: Ritorno all'Arcobaleno
Hamtaro: Rainbow Rescue (とっとこハム太郎4 にじいろ大行進でちゅ?, Tottoko Hamutarō 4 - Nijiiro Daikōshin Dechi~yu, lett. "Hamtaro 4: La grande marcia sull'arcobaleno degli Ham-Hams"), in italiano nella schermata introduttiva come Hamtaro: Ritorno all'arcobaleno, è un videogioco per Game Boy Advance ispirato alle avventure di Hamtaro, pubblicato da Nintendo in Giappone nel 2003 ed in Europa nel 2004. 
Trattasi del capitolo finale della tetralogia cominciata a partire dal 2000 sul Game Boy Color. A differenza dei precedenti giochi della serie, esso venne sviluppato da AlphaDream invece che da Pax Softnica. È anche l'unico tra tutti i titoli di Hamtaro che, in Occidente, non ha mai visto uscire in Nord America.

## Trama
Un giorno Bijou, mentre giocava fuori, vede un grande arcobaleno che purtroppo sparisce. Da quell'evento cade a terra un criceto, il Principe Arcolino, il quale racconta agli Ham-Hams che può creare arcobaleni grazie al suo ombrello. Arcolino prova a farne uno davanti agli increduli Ham-Hams, anche se i colori dal suo ombrello se ne sono andati. Tocca quindi ad Hamtaro e i suoi amici viaggiare in diversi luoghi per collezionare oggetti di ciascun colore dell'arcobaleno (rosso, arancione, giallo, verde, azzurro, indaco e viola). Una volta recuperati tutti gli oggetti, Arcolino riuscirà a creare un arcobaleno e quindi a tornare a casa.

## Modalità di gioco
Per raggiungere i colori è necessario completare alcuni minigiochi. I giocatori avranno bisogno di specifici Ham-Ham nella loro squadra per completarli. Ad esempio Tigra può cavalcare piccioni e Bijou potrà collezionare petali che cadono.
Oltre agli Ham-Ham il gioco contiene altri personaggi mai apparsi nelle anime inglesi. Le aree del gioco sono 11, di cui 7 sono destinate alla ricerca dei colori e dei relativi oggetti.